# Hydropsyche negrosensis
Hydropsyche negrosensis är en nattsländeart som beskrevs av Wolfram Mey 1998. Hydropsyche negrosensis ingår i släktet Hydropsyche och familjen ryssjenattsländor. Inga underarter finns listade i Catalogue of Life.